# 安登駅
安登駅（あとえき）は、広島県呉市安浦町安登西五丁目にある、西日本旅客鉄道（JR西日本）呉線の駅である。駅番号はJR-Y20。

## 歴史
- 1935年（昭和10年）11月24日：鉄道省呉線三津内海駅（現・安浦駅） - 広駅間延伸時に開設[3]。
- 1960年（昭和35年）6月1日：貨物取扱廃止[2]。
- 1970年（昭和45年）10月1日：簡易委託駅化[4][5]。荷物扱いを廃止[2]。
- 1979年（昭和54年）：駅舎改築[1]。
- 1987年（昭和62年）4月1日：国鉄分割民営化に伴い、西日本旅客鉄道（JR西日本）の駅となる[2]。
- 1995年（平成7年）10月1日：管轄が広島支社直轄（呉管理駅）から三原地域鉄道部に変更[6]。
- 2006年（平成18年）3月18日：ダイヤ改正に伴い、臨時快速「瀬戸内マリンビュー」の停車駅となる。
- 2007年（平成19年）
  - 8月：ICOCA専用改札機（カードリーダー）設置。
  - 9月1日：ICカード「ICOCA」が利用可能となる。
- 2010年（平成22年）
  - 7月14日：平成22年梅雨前線豪雨に伴い呉線内で複数の土砂崩れが発生、三原駅 - 呉駅間が不通となる[7]。
  - 7月20日：安浦駅 - 広駅間運行再開[8][9]。
- 2011年（平成23年）3月12日：ダイヤ改正に伴い、臨時快速「瀬戸内マリンビュー」の通過駅に戻る[10]。
- 2016年（平成28年）
  - 6月22日：平成28年梅雨前線豪雨に伴い当駅 - 安芸川尻駅間で土砂崩れが発生、三原駅 - 広駅間が不通となる[11]。
  - 6月29日：安浦駅 - 広駅間運行再開[12]。
- 2018年（平成30年）
  - 6月1日：三原地域鉄道部廃止に伴い、三原駅管理下となる[13]。
  - 7月5日：平成30年7月豪雨に伴い、不通となる[14]。
  - 10月28日：安浦駅 - 安芸川尻駅間運行再開[15]。

## 駅構造
相対式ホーム2面2線を有する列車交換可能な地上駅。駅舎は三原方面行ホーム側にあり、反対側の呉方面行ホームへは跨線橋で連絡している。
無人駅。自動改札機は無い（ICカードは専用のカードリーダーで処理）が、駅舎内に自動券売機が設置されている。線内では珍しくアニメーション式列車接近案内が使用されている。ICOCA利用可能駅（相互利用可能ICカードはICOCAの項を参照）。以前は、簡易委託駅であり、非電化時代は直営駅であった。
改札内には男女共用汲取り式便所が設置されていたが、後に閉鎖され使用できなくなった（閉鎖した時期は不明）。

### のりば
| ホーム      | 路線 | 方向 | 行先           |
| ----------- | ---- | ---- | -------------- |
| 駅舎側（1） | 呉線 | 上り | 竹原・三原方面 |
| 反対側（2） | 呉線 | 下り | 呉・広島方面   |

付記事項
- 実際には上記ののりば番号標は無い。上記番号は列車運転指令上の番線番号である。

## 利用状況
近年の1日平均乗車人員の推移は以下の通り。特記のないものは「呉市統計書」による。
| 年度                | 1日平均 乗車人員 |
| ------------------- | ---------------- |
| 1989年（平成 元年） | 1,063            |
| 1990年（平成02年）  |                  |
| 1991年（平成03年）  |                  |
| 1992年（平成04年）  | 1,163            |
| 1993年（平成05年）  |                  |
| 1994年（平成06年）  |                  |
| 1995年（平成07年）  |                  |
| 1996年（平成08年）  |                  |
| 1997年（平成09年）  |                  |
| 1998年（平成10年）  | 933              |
| 1999年（平成11年）  |                  |
| 2000年（平成12年）  |                  |
| 2001年（平成13年）  |                  |
| 2002年（平成14年）  | 820              |
| 2003年（平成15年）  |                  |
| 2004年（平成16年）  | 768              |
| 2005年（平成17年）  | 755              |
| 2006年（平成18年）  | 721              |
| 2007年（平成19年）  | 705              |
| 2008年（平成20年）  | 696              |
| 2009年（平成21年）  | 641              |
| 2010年（平成22年）  | 635              |
| 2011年（平成23年）  | 595              |
| 2012年（平成24年）  | 562              |
| 2013年（平成25年）  | 528              |
| 2014年（平成26年）  | 484              |
| 2015年（平成27年）  | 481              |
| 2016年（平成28年）  | 455              |
| 2017年（平成29年）  | 429              |
| 2018年（平成30年）  | 338              |
| 2019年（令和 元年） | 357              |
| 2020年（令和02年）  | 317              |
| 2021年（令和03年）  | 278              |
| 2022年（令和04年）  | 265              |
| 2023年（令和05年）  | 273              |

## 駅周辺
- 安登郵便局
- 呉市立安登小学校
- 呉市立安登保育所
- ダイクレ 安浦工場
- 日本紙管工業 呉工場
- 仁方鉄工所
- 国道185号
- 広島県道204号安登停車場線：日本一短い都道府県道。

## 隣の駅
西日本旅客鉄道（JR西日本）
 呉線
安浦駅 (JR-Y21) - 安登駅 (JR-Y20) - 安芸川尻駅 (JR-Y19)